# Pleuragramma antarcticum
Pleuragramma antarcticum é uma espécie de peixe do Oceano Antártico. É uma das espécies que produzem uma enzima anticongelante para sobreviver nas águas frias austrais.